# Astochia silcharensis
Astochia silcharensis är en tvåvingeart som beskrevs av Joseph och Parui 1985. Astochia silcharensis ingår i släktet Astochia och familjen rovflugor. Inga underarter finns listade i Catalogue of Life.